# Кікучі Моа

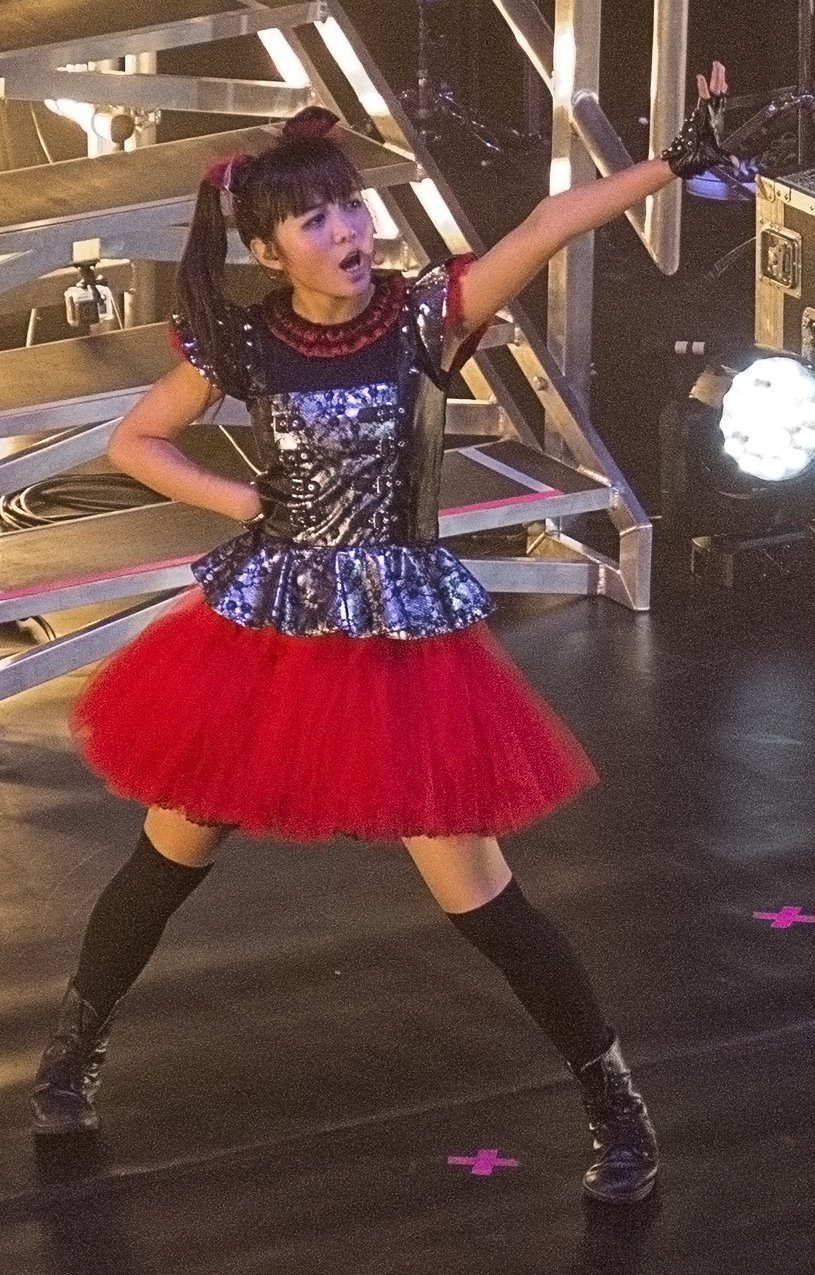
MOAMETAL

Кікучі Моа (яп. 菊地 最愛; нар. 4 липня 1999, Нагоя, Префектура Айті, Японія), також відома під псевдонімом Moametal — японська співачка, акторка та модель. Її представляє агентство талантів Amuse Inc. Учасниця кавай-метал-групи Babymetal і колишньою учасницею ідол-групи Sakura Gakuin.

## Життєпис
Моа Кікучі підписала контракт з агентством талантів Amuse, Inc. у 8-річному віці після того, як посіла друге місце на конкурсі Ciao Girl Audition 2007, який проводила компанія.

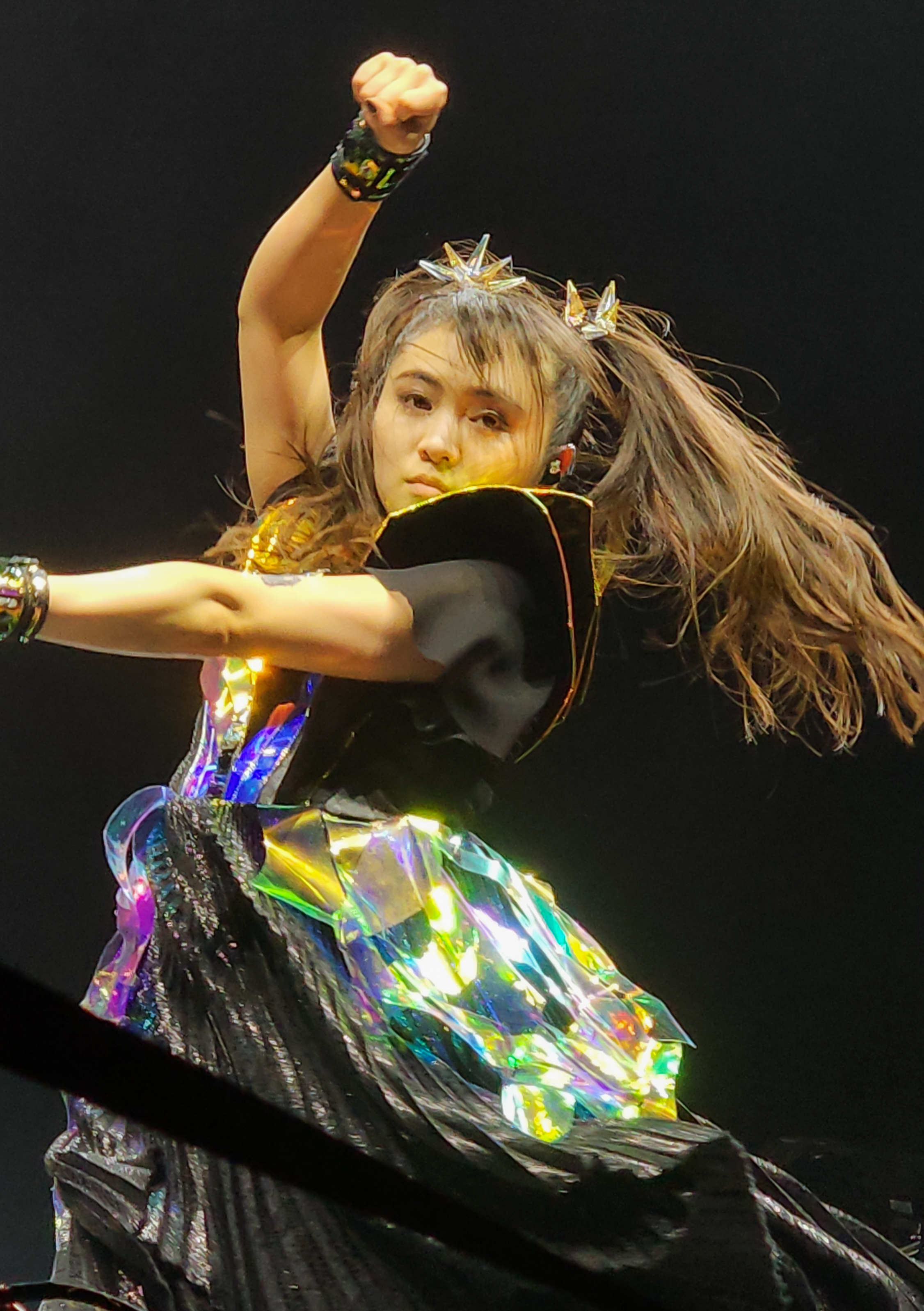

2 серпня 2010 року, у віці 11 років, приєдналася до ідол-гурту Sakura Gakuin, якою також керував Amuse, Inc. Приєдналася до колективу одночасно з іншою майбутньою учасницею Babymetal Мізуно Юї. На той час Sakura Gakuin все ще не випустила свій дебютний сингл. Під час прослуховування Кікучі та Мізуно дуетом виконали танцювальний кавер на трек «Over The Future» Karen Girls; двоє членів цієї групи, Муто Аямі та Накамото Судзука, також нещодавно приєдналися до Sakura Gakuin.
Окрім того, що вони виступали цілою групою, учасники Sakura Gakuin також були поділені на менші підгрупи, відомі як «клуби». У кожному клубі була своя музична група, яка записувала власні пісні. Кікучі та Мізуно вперше стали учасниками «Baton Club» та його музичної групи Twinklestars. Як бек-вокалістки та танцюристки, вони згодом об’єдналися з вокалісткаю Накамото Судзукою в клубі «Heavy Music», у музичний гурт під назвою Babymetal. До створення вище вказаного клубу жодна з трьох учасницт не знала, що таке хеві-метал.
У 2013 році Babymetal стала незалежною групою. Кікучі «завершила навчання» в Sakura Gakuin 2015 року, і з того часу виступає виключно з Babymetal. Кікучі та Мізуно мають авторську згадку під назвою Black Babymetal на обкладинці першого альбому Babymetal у 2014 році, написавши разом під час автобусної поїздки Song 4. Другий альбом Babymetal, Metal Resistance, вийшов 2016 року. Третій альбом, Metal Galaxy, вийшов 2019 року.

## Особисте життя
Кікучі є ідол-отаку, який згадувався як частина її вступу в пісні Сакури Гакуїн «Mezase! Super Lady». Улюблена група — °C-ute, знайома зі своєю улюбленою колишньою учасницею групи Айрі Судзукі. В інтерв’ю вона також згадувала Bring Me the Horizon, Limp Bizkit, Måneskin і Metallica як свої улюблені групи. У вільний час Моа також любить переглядати аніме, її улюблене шоу Love Live! — серіал про ідолів.
Єдина дитина в сім'ї. Моа розповіла, що до її матері також звернувся агент з пошуку талантів, коли вона була студенткою, але мати Моа так і не приєдналася до індустрії розваг.

## Гурти
- Sakura Gakuin (2010–2015)
  - Twinklestars (підгрупа Sakura Gakuin)[14]
  - Mini-Pati (підгрупа Sakura Gakuin)[15]
- Babymetal (2010–теп. час)
  - Black Babymetal (підгрупа Babymetal)

## Дискографія

### У складі Sakura Gakuin
- Sakura Gakuin 2010 Nendo: Message (2011)
- Sakura Gakuin 2011 Nendo: Friends (2012)
- Sakura Gakuin 2012 Nendo: My Generation (2013)
- Sakura Gakuin 2013 Nendo: Kizuna (2014)
- Sakura Gakuin 2014 Nendo: Kimi ni Todoke (2015)

### У складі Babymetal
- Babymetal (2014)
- Metal Resistance (2016)
- Metal Galaxy (2019)
- The Other One (2023)